# Peter de Rijcke
Peter de Rijcke (Zeist, 4 januari 1945 - Hoorn, 25 augustus 2022) was een kunstschilder, graficus, fotograaf en schrijver. Hij studeerde in de jaren zestig af aan de Rietveld Academie.
In 1972 verhuisde hij naar Hoorn, waar hij een herkenbare figuratieve schilderstijl ontwikkelde met een specialisatie in maritieme onderwerpen als havengezichten en kustlandschappen. In 2009 en 2010 werkte Peter de Rijcke in Zaandam aan het project ‘In de voetsporen van Monet’. Hij ging terug naar de locaties in Zaandam waar Claude Monet in 1871 zijn inspiratie opdeed en schilderde die locaties zoals ze er nu uitzien. In 2010 werkte hij met Chinese collegaschilders drie weken op locaties in China.

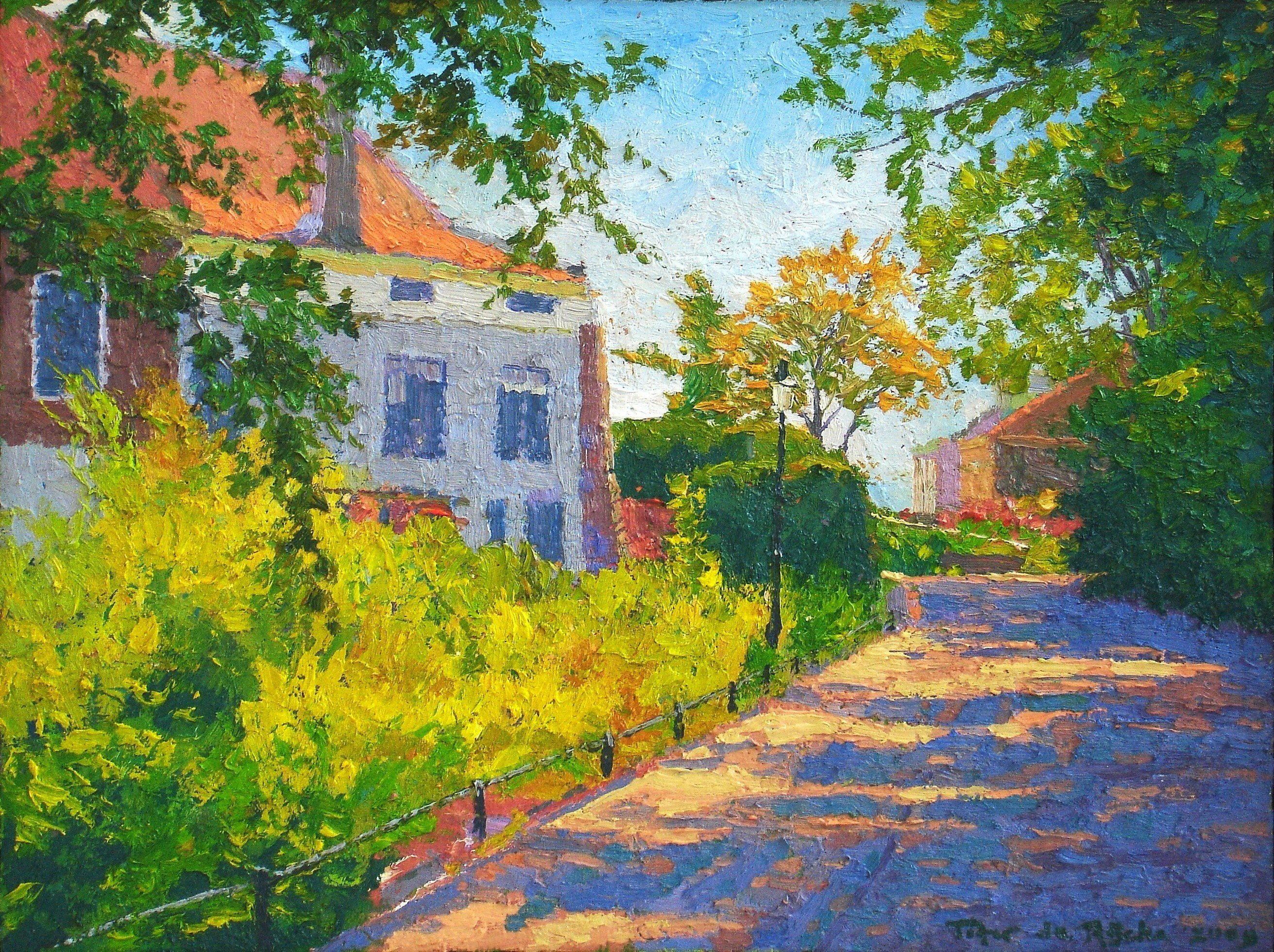
Het Blauwe huis aan de Hogendijk, 2009
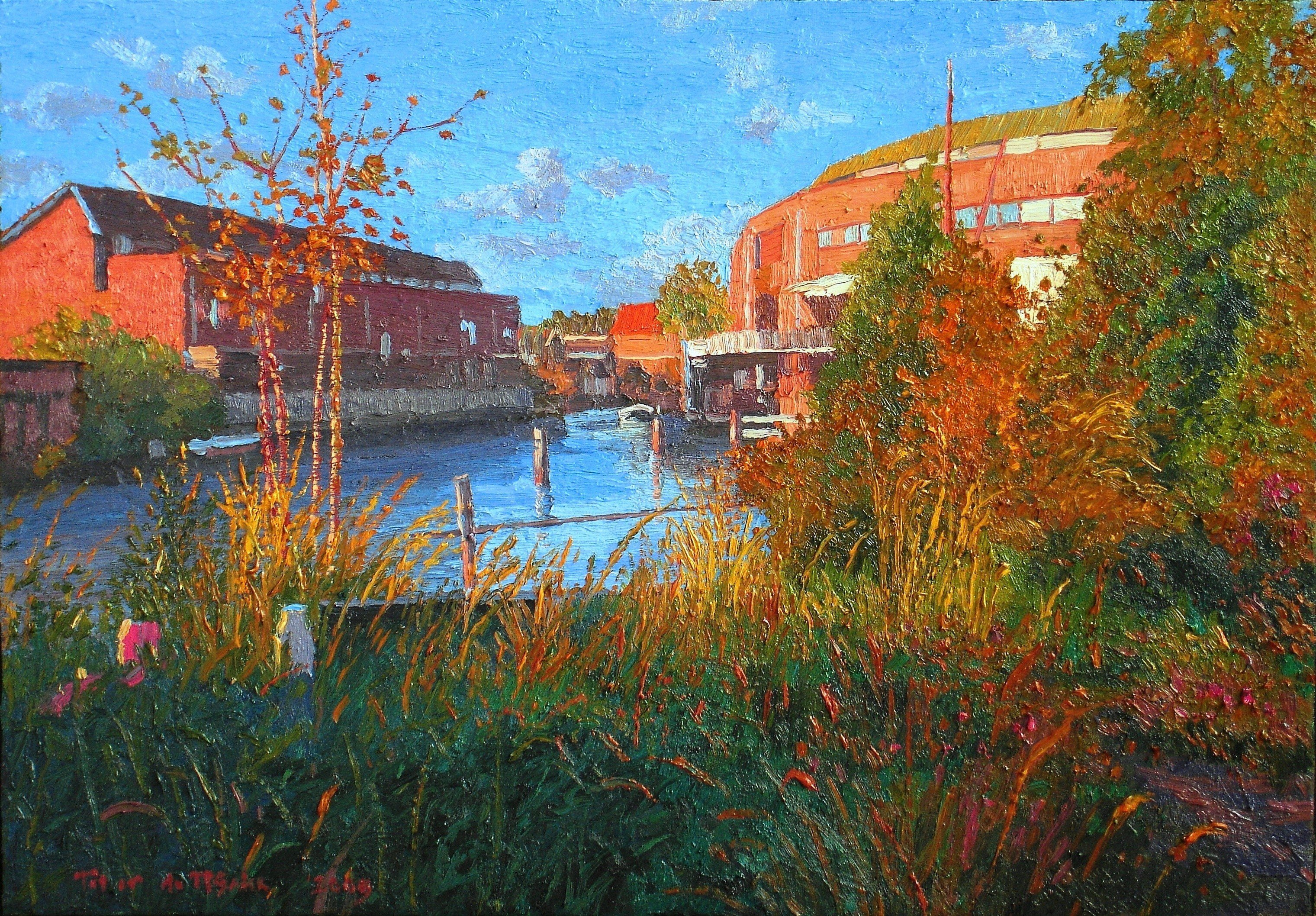
Dijksloot Zaandam, 2009
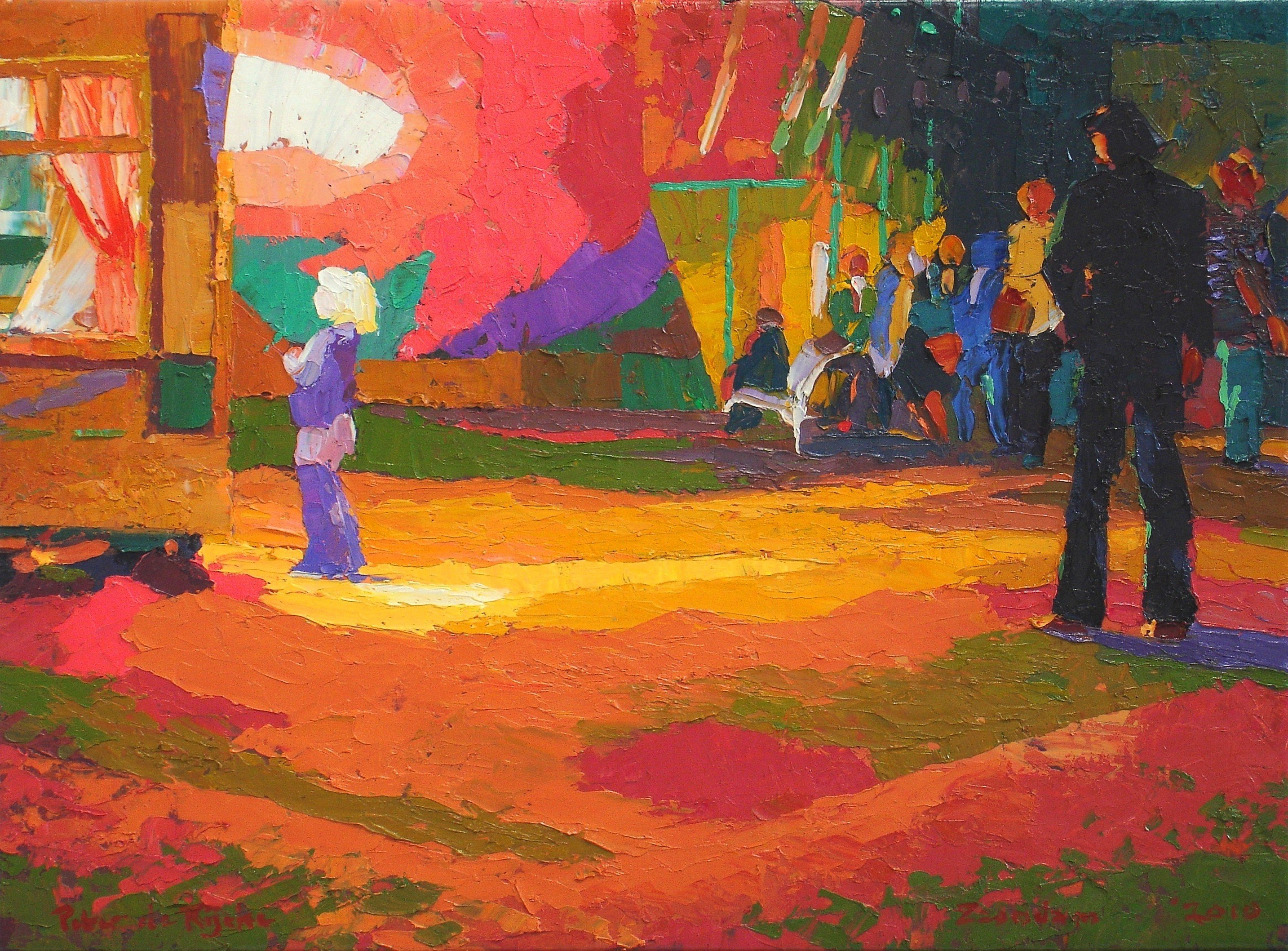
De poffertjeskraam.jpg, 2010
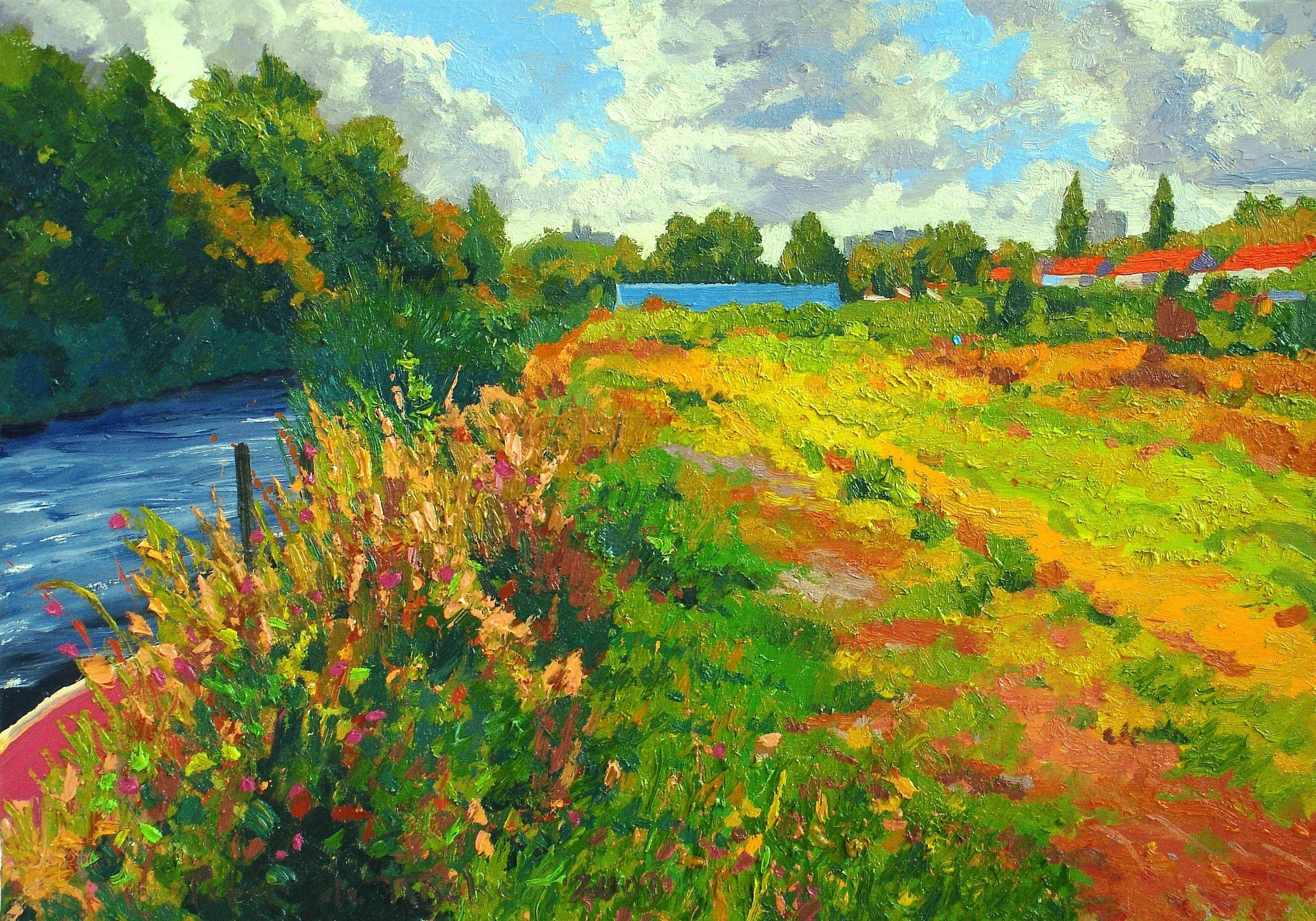
Onland achter Weerpad, 2009
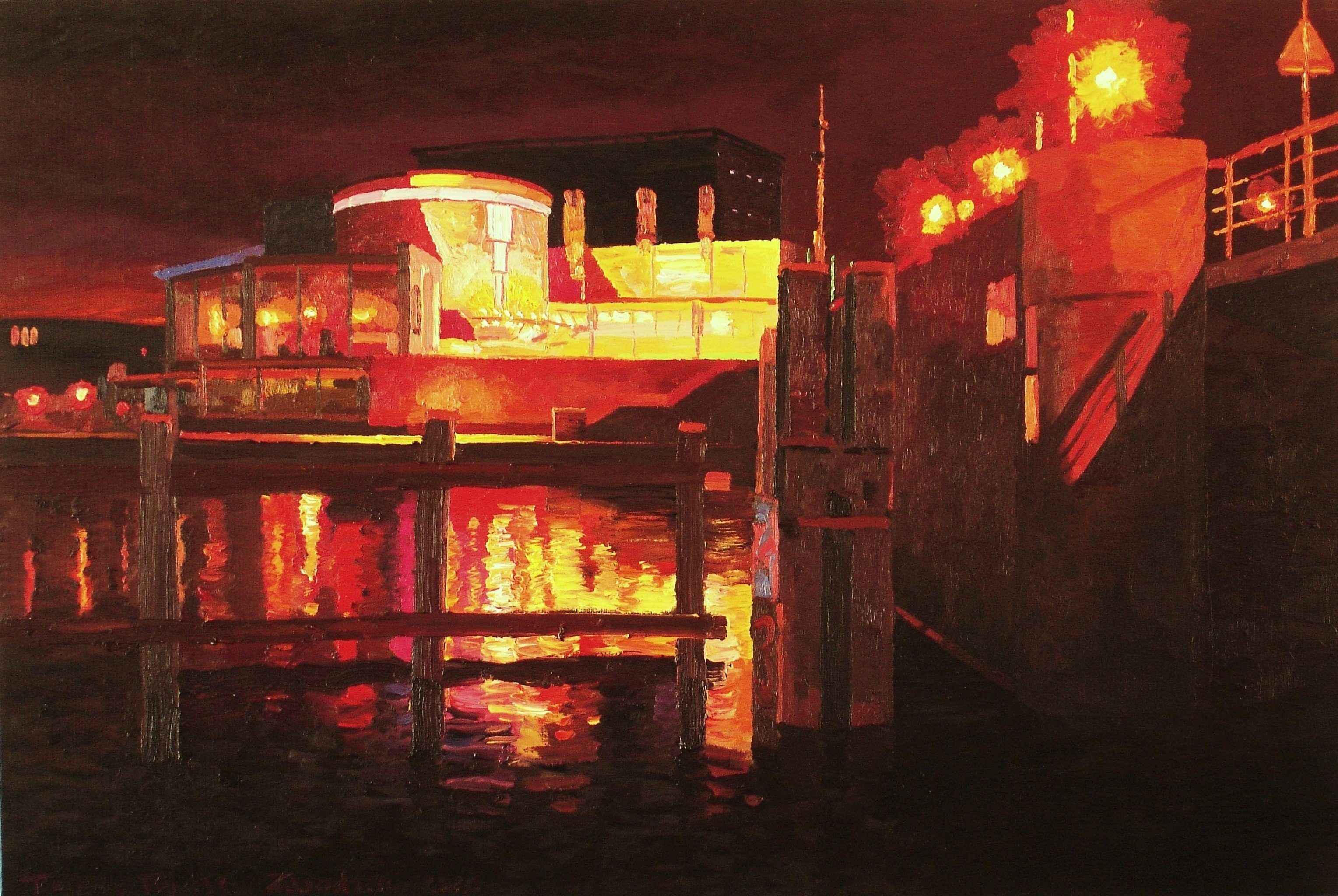
Zaantheater bij avond

- Nederlandse Thesaurus van Auteursnamen: 083271031
- RKD-Nederlands Instituut voor Kunstgeschiedenis: 66927
- Système universitaire de documentation: 260323594
- Virtual International Authority File: 33665049